# Ardisia hagenii
Ardisia hagenii é uma espécie de planta da família Myrsinaceae. É endêmica do Panamá.